# Pinatar Cup 2023
Der Pinatar Cup für Frauenfußballnationalteams fand zwischen dem 15. und 21. Februar 2023 in der spanischen Stadt San Pedro del Pinatar statt. Es war die dritte Austragung und fand parallel zu traditionellen Turnieren, z. B. dem SheBelieves Cup 2023, und dem Interkontinentalen WM-Play-off-Turnier statt. Spielstätte war die Pinatar Arena. Es nahm keine Mannschaft aus den Top 10 der FIFA-Weltrangliste teil. Bestplatzierte Mannschaft war Island (Platz 16). Weitere Teilnehmer waren Schottland (25), Wales (32) und die Philippinen (53). Für die Philippinen diente das Turnier auch als Vorbereitung auf die im Juli stattfindende WM in Australien und Neuseeland, für die sich die Mannschaft erstmals qualifizieren konnte. Die anderen drei Mannschaften haben diese durch Niederlagen in den Play-offs der Gruppenzweiten verpasst.

## Spielergebnisse
| Pl. | Land        | Sp. | S | U | N | Tore    | Diff. | Punkte |
| --- | ----------- | --- | - | - | - | ------- | ----- | ------ |
| 1.  | Island      | 3   | 2 | 1 | 0 | 007:000 | +7    | 07     |
| 2.  | Wales       | 3   | 1 | 2 | 0 | 002:100 | +1    | 05     |
| 3.  | Schottland  | 3   | 1 | 1 | 1 | 003:400 | −1    | 04     |
| 4.  | Philippinen | 3   | 0 | 0 | 3 | 001:800 | −7    | 0      |

|                  |   |             |           |
| 15. Februar 2023 |   |             |           |
| Schottland       | – | Island      | 0:2 (0:0) |
| Wales            | – | Philippinen | 1:0 (1:0) |
| 18. Februar 2023 |   |             |           |
| Philippinen      | – | Schottland  | 1:2 (0:1) |
| Wales            | – | Island      | 0:0       |
| 21. Februar 2023 |   |             |           |
| Schottland       | – | Wales       | 1:1 (1:1) |
| Island           | – | Philippinen | 5:0 (1:0) |

## Schiedsrichterinnen
- Zuzana Valentová
- Lucie Šulcová

## Torschützinnen
| Rang | Spielerin                    | Tore  |
| ---- | ---------------------------- | ----- |
| 1    | Amanda Andradóttir           | 0 2 1 |
|      | Ólöf Sigríður Kristinsdóttir | 0 2 1 |
| 3    | Alexandra Jóhannsdóttir      | 0 1   |
|      | Hlín Eiríksdóttir            | 0 1   |
|      | Selma Sól Magnúsdóttir       | 0 1   |
|      | Meryll Serrano               | 0 1   |
|      | Lauren Davidson              | 0 1 1 |
|      | Rachel Corsie                | 0 1   |
|      | Sophie Howard                | 0 1   |
|      | Kayleigh Green               | 0 1   |
|      | Ceri Holland                 | 0 1   |